# 赤外線フィルム
赤外線フィルム（せきがいせん film）は、赤外線領域に感度を持ったフィルムである。
かつてコダックやコニカが製造、販売していた。普通はモノクロフィルムであるが、コダックはリバーサルフィルムも販売していた。両社ともに製造を中止しており、現在はローライやイルフォードの販売しているものが残っている。
臭化銀固有の感光波長域が紫から青（およそ400～500nm）にあるため、赤外線撮影を行うには、これらの波長域をカットするフィルター（R-64, SR-60など赤色系のフィルター）が必要となる。
絵画の鑑定、空中写真、医学用途、天体写真（星雲の中には赤外線を放射しているものがある）など特殊な用途向けではあるが、その特殊な効果を生かし、一般撮影でも用いられる。
一般撮影に用いると、遠景は霞みの影響を受けずにはっきりと写り、青空は黒く、雲は真白に描画されるため、迫力のある効果を出すことができる。また、植物の緑は輝くように白く写り、直射日光の当たらない陰の部分は黒く写るため、幻想的な効果も期待できる。
赤外線は可視光よりも波長が長いため、一般のカメラでの赤外線撮影は、レンズの焦点距離や撮影条件に注意する必要がある。波長の違いから、普通の可視光用レンズでは焦点距離がずれる場合があり、ピンぼけになる場合がある。その場合、補正が必要となる。補正が必要なレンズでは、赤外補正マーク（赤印、Rマーク）があり、可視光でピントを合わせた後に補正マークまで移動させることで赤外線の正しいピントとなる。オートフォーカスカメラでも、マニュアルフォーカスに切り替えて補正する必要がある。ただし、最近のオートフォーカス用レンズでは補正の必要のないものもある。
また、カメラの露出機能は可視光用のため、赤外線量に応じた露出を求めることができない。赤外線フィルムのパッケージやデータシートに書かれている撮影条件を参考にして、マニュアルで絞りやシャッター速度を合わせる必要がある。